# Эскадренные миноносцы типа «Дели»
Эскадренные миноносцы типа «Дели» (проект 15) — серия из трёх эскадренных миноносцев ВМС Индии. Самые крупные боевые корабли, когда-либо построенные в Индии. Основной задачей эсминцев этого типа является выполнение флагманские функций в составе оперативных групп и эскорт авианосных соединений. Корабли рассчитаны на боевые действия в условиях применения оружия массового поражения.

## История
В 1977 году Комитет по политическим вопросам Кабинета министров (англ. Cabinet Committee on Political Affairs, CCPA) утвердил постройку на верфи Mazagon Dock Limited (MDL) в Бомбее (ныне Мумбаи) трёх фрегатов проекта 15, которые должны были стать развитием фрегатов типа «Годавари». Стоимость каждого фрегата оценивалась в 1,5 млрд. рупий. В 1981 году спецификация корабля была изменена в сторону усиления средств защиты от противокорабельных ракет, стоимость фрегата увеличена до 2,37 млрд. рупий (в ценах 1980 года). Начало строительства было запланировано на 1982 год, однако уроки англо-аргентинского конфликта 1982 года заставили Штаб ВМФ пересмотреть концепцию нового корабля. В сентябре 1983 года правительство утвердило план, в котором предусматривалось привлечение иностранных специалистов для создания нового проекта. Водоизмещение фрегата было увеличено, значительно усилено вооружение. Генеральный план компоновки был утверждён в 1985 году, строительство головного корабля началось в ноябре 1987 года. Продолжительность постройки оценивалась в 5 лет с введением в строй всех трёх кораблей в период 1992–1996 годы.
В процессе строительства проект постоянно пересматривался, в результате чего ввод в строй головного корабля был отсрочен на 5 лет, а его стоимость к февралю 1989 года увеличилась до 8,87 млрд. рупий в ценах марта 1987 года. В дальнейшем к маю 1994 года проект пересматривался ещё 32 раза и несколько раз был на грани прекращения, а цена фрегата к 1995 году возросла до 21,4 млрд. рупий.
Плавающие цены на контракты по строительству кораблей противоречили ценовой политике Кабинета министров, поэтому решено было ограничить «плавающие» контракты первым кораблём серии. На все последующие корабли планировалось установить фиксированные цены после того, как головной корабль подойдёт к завершающей стадии постройки, и затраты на строительство в общих чертах определятся. В результате чего между первым и вторым кораблём серии возник трёхлетний временной разрыв, и второй корабль был заложен только после спуска на воду первого.
Контракт на постройку второго и третьего корабля серии был заключён Штабом ВМФ с компанией MDL в ноябре 1992 года. Ввод кораблей в строй планировался на 1996—1999 годы, однако эти сроки не были выдержаны, и корабли вступили в строй с двухлетней задержкой.

## Конструкция
Проект эсминца разработан индийскими специалистами при участии Северного конструкторского бюро (г. Санкт-Петербург). Он является развитием кораблей типа «Раджпут» (проект 61-МЭ) с широким использованием конструктивных решений, опробованных на фрегатах типа «Годавари» и эсминцах типа «Современный». Системы вооружений, установленные на корабле, произведены в СССР и странах Западной Европы, а также в Индии по лицензиям иностранных компаний.
Корпус корабля стальной, гладкопалубный, с острыми обводами и плавным подъёмом палубы в носовой оконечности. По сравнению с эсминцами типа «Раджпут» корпус удлинён на 15 м, водоизмещение возросло на 1700 т, что позволило установить более мощное вооружение и оборудовать ангар для двух вертолётов. Корабль разделён водонепроницаемыми переборками на 6 автономных цитаделей с собственным электроснабжением и системой связи. На «Майсуре» установлена усиленная система кондиционирования для предотвращения перегрева аппаратуры.

## Вооружение
|  |

### Артиллерия
На корабле установлена универсальная одноствольная 100-мм артиллерийская установка АК-100 для стрельбы по воздушным, надводным и наземным целям. Темп стрельбы составляет 30–50 выстрелов в минуту, угол обстрела – 220º. Управление огнём обеспечивает СУАО «Лев» с РЛС МР-145 или МР-184 (обозначение НАТО — Kite Screech) и оптическим визиром «Конденсор», установленным на башне орудия. Масса снаряда — 16 кг. Боезапас составляет 320 готовых выстрелов, боезапас для дозарядки не предусмотрен.

### Противокорабельные ракеты

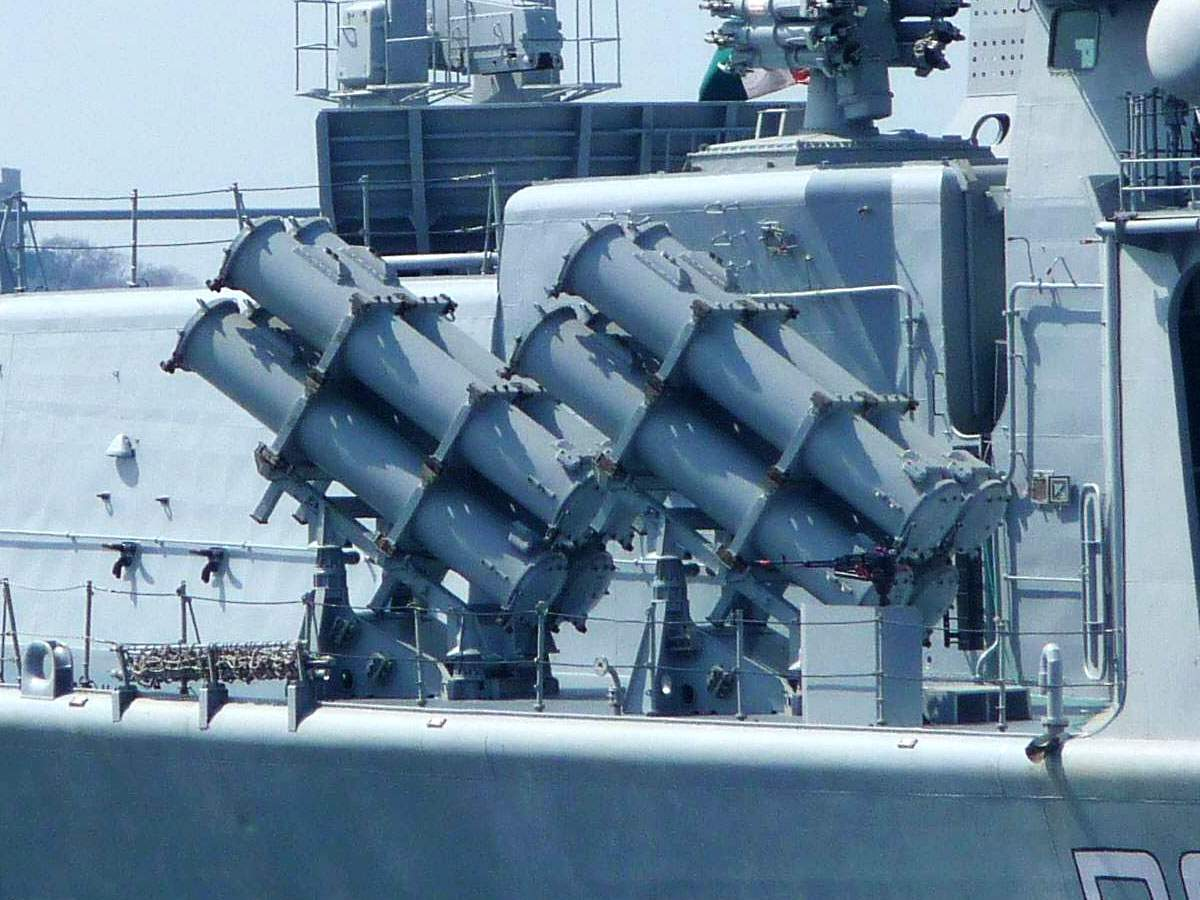
ПУ ПКР Х-35 «Уран»

Эсминец вооружён 16 дозвуковыми противокорабельными ракетами 3М-24Э (Х-35 «Уран», обозначение НАТО — SS-N-25 Switchblade). Ракеты в транспортно-пусковых контейнерах размещены в четырёх пусковых установках КТ-184, по две с каждой стороны ходового мостика. Угол наклона контейнера к горизонту — 30º. По боевым возможностям ракета примерно соответствует американской ракете «Гарпун», имеет активную радиолокационную головку самонаведения, дальность 130 км при скорости 0,9М, боевую часть массой 145 кг. В перспективе эсминцы будут перевооружены ракетами 3М-24Э1, оснащённые навигационной системой ГЛОНАСС. Дальность стрельбы новой ракеты — 250 км.
Система управления ПКРК оснащена РЛС «Гарпун-Бал» (обозначение НАТО — Plank Shave), установленной в носовой части надстройки над ходовым мостиком. Радар имеет активный и пассивный каналы и способен сопровождать до 150 целей в радиусе 35—45 км и при хороших условиях распространения радиосигнала определять координаты цели на расстоянии до 180 км. Активный канал использует диапазон X (I/J). Пассивный канал работает в режиме прослушивания импульсных и непрерывных радиосигналов, определяя азимуты излучателей и классифицируя их по встроенной библиотеке из более чем 1000 сигнатур. Максимальная дальность обнаружения в пассивном режиме составляет более 100 км и зависит от частоты.

### Средства ПВО

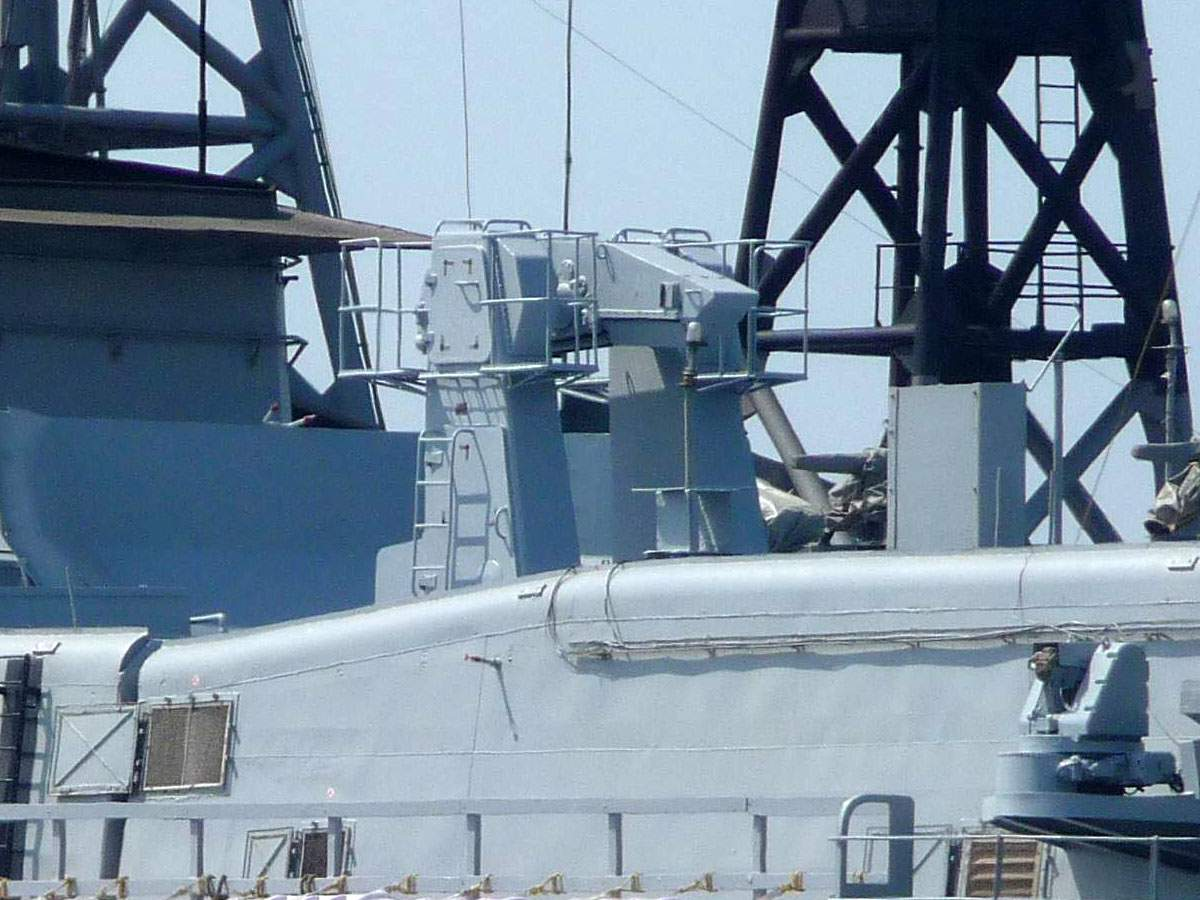
Кормовая ПУ ЗРК «Штиль»

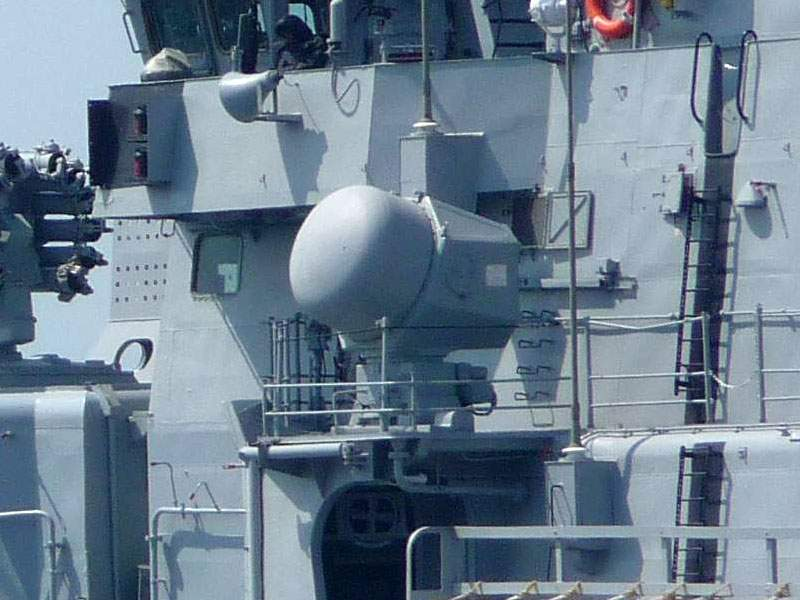
РЛС подсветки цели МР-90 «Орех»

Основным средством ПВО эсминца является зенитный ракетный комплекс «Штиль». Две однобалочных пусковых установки 3С-90 расположены в носовой части корабля перед надстройкой и в кормовой части над ангаром. Каждая пусковая установка имеет подпалубный магазин на 24 ракеты 9М38М1. Угол подъёма установки — до 70º, однако пуск возможен только по целям, находящимся в секторе 30º от диаметральной плоскости корабля. Масса установки — 50 т, обслуживающий персонал — 20 человек.
Сопровождение целей обеспечивается РЛС МР-775 «Фрегат-МАЭ», способной одновременно отслеживать до 12 целей в радиусе 32 км. Подсветку цели обеспечивают 6 РЛС МР-90 «Орех» (обозначение НАТО — Front Dome), четыре из которых расположены в носовой части (два — по обе стороны от ходового мостика, два — на фок-мачте) и два — на грот-мачте.
Зенитная ракета 9М38М1 (в ВМС Индии обозначается как Kashmir), имеет боевую часть массой 70 кг, максимальную скорость 830 м/с. Скорость перехватываемой цели 420–830 м/с для самолётов и 330–830 м/с для крылатой ракеты. Время реакции составляет 16–19 с, вероятность поражения цели двухракетным залпом — 81–96%. В случае самолёта дальность до цели 3–32 км, высота — 15–15 000 м для самолёта. В случае ракеты — 3,5–12 км и 10–10 000 м соответственно. Кроме самолётов и крылатых ракет возможна стрельба по надводным целям.
В качестве средства самообороны используются четыре 30-мм шестиствольные револьверные пушки АК-630 с темпом стрельбы 5500–6000 выстр./мин и дальностью 2,5–5 км. Управление огнём обеспечивается прибором МР-123-02 (обозначение НАТО — Bass Tilt), представляющим собой радар диапазона H/I/J со встроенным электрооптическим визиром, включающим лазерный дальномер. Для каждой пары установок возможно ручное прицеливание. Готовый боезапас составляет 8000 выстрелов, полный боезапас — 12 000 выстрелов.
На первых двух кораблях серии в процессе модернизации (2003–2006 годы)установлены израильские ЗРК «Барак». Две АУ АК-630 и СУО МР-123-02 на этих кораблях демонтированы, вместо них установлены 4 модуля вертикального пуска на 8 ракет каждый и радары управления стрельбой EL/M-2221. Радар EL/M-2221 одновременно выполняет функции управления стрельбой для двух оставшихся артустановок АК-630.
По состоянию на июль 2005 года конфигурация средств самообороны третьего корабля серии (D62 «Мумбаи») осталась прежней.

### Средства ПЛО

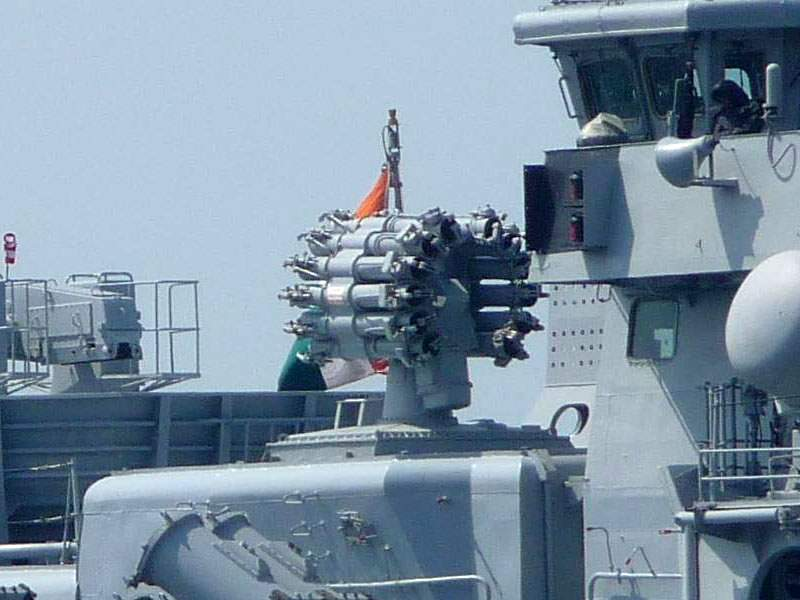
РБУ-6000

Противолодочное вооружение включает два 12-ствольных реактивных бомбомёта РБУ-6000, установленные перед ходовым мостиком, и СУО «Пурга». Реактивные глубинные бомбы РГБ-60 с боевой частью весом 31 кг способны поражать подводные лодки на дальности до 6 км и глубинах до 500 м. Боезапас составляет 192 бомбы. Сообщается, что этот комплекс способен осуществлять стрельбу противолодочными ракетами RE-91.
В средней части корабля установлен пятитрубный 533-мм торпедный аппарат ПТА-533 для стрельбы противолодочной торпедой SET-65E с активным и пассивным самонаведением (дальность 15 км, скорость 40 уз., боевая часть 205 кг) или Type 53-65 с пассивным самонаведением (дальность 19 км, скорость 45 уз., боевая часть 305 кг).
Предположительно, из торпедных аппаратов  возможна стрельба противолодочной ракетой РПК-2 «Вьюга» (обозначение НАТО SS-N-15 Starfish), которая имеет дальность до 45 км и может быть оснащена противолодочной торпедой или ядерной глубинной бомбой.

### Гидроакустическое оборудование
Первые два корабля серии оснащены активным среднечастотным внутрикорпусным сонаром BEL APSOH (англ. Advanced Panoramic Sonar Hull) и буксируемой ГАС Garden Reach Model 15-750 (HUMVAAD). Третий корабль (INS Mumbai) оснащён внутрикорпусной ГАС BEL HUMSA (англ. Hull Mounted Sonar Array) и буксируемой ГАС Thales ATAS (англ. Advanced Towed Array Sonar).
ГАС APSOH является лицензионной копией французской ГАС TSM-2633 «Sherion».

### Авиация

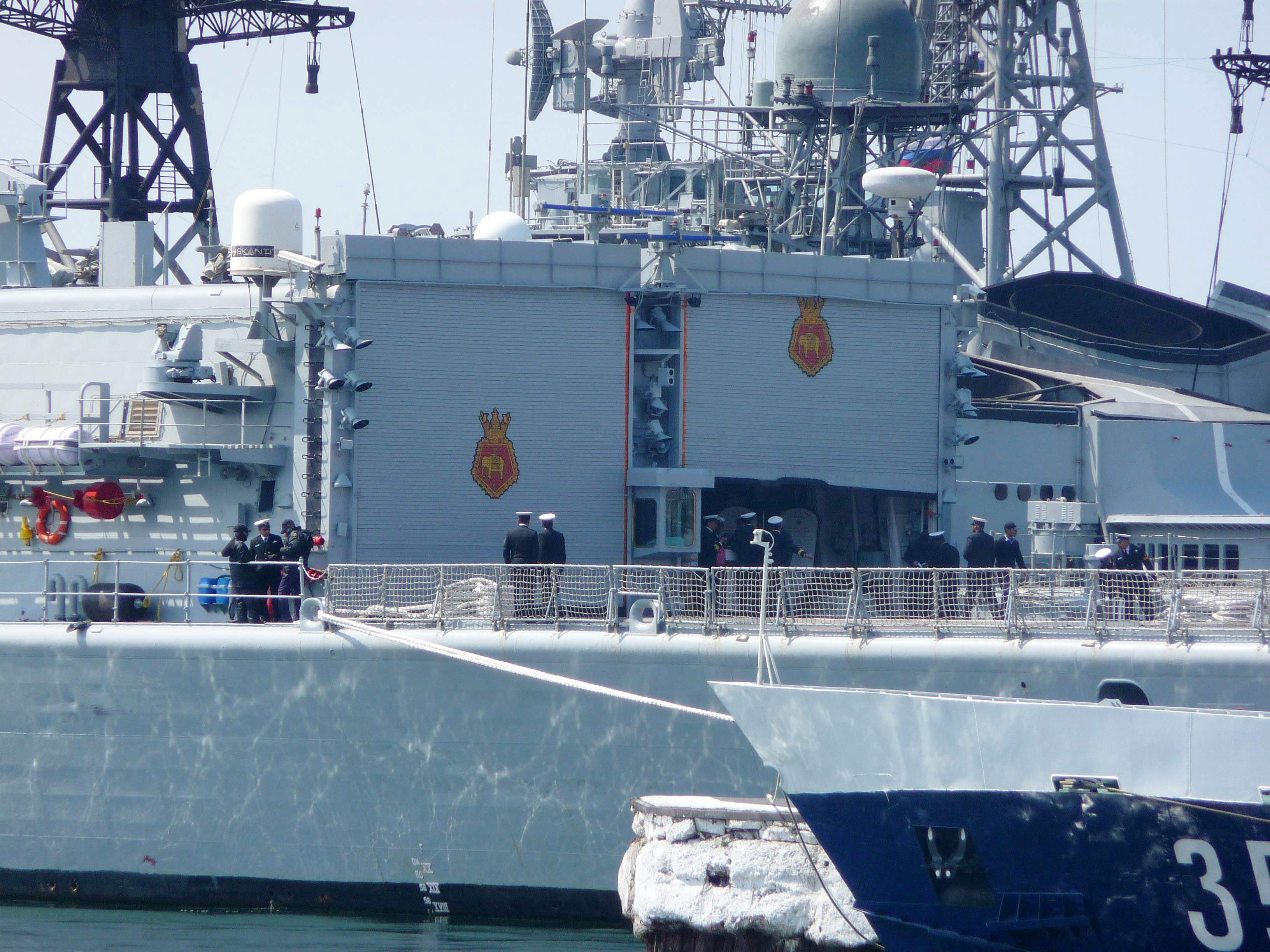
Вертолётный ангар

В зависимости от выполняемой операции, на корабль могут базироваться два противолодочных/противокорабельных вертолёта Sea King Mk.42B. Возможно также базирование вертолётов HAL Chetak или HAL Dhruv индивидуально или в сочетании Sea King Mk.42B. Корабль имеет вертолётную площадку площадью 500 м² и двойной ангар и систему принудительной посадки «Гарпун».
Вертолёт Sea King Mk.42B оснащён РЛС обзора поверхности, погружной ГАС и может нести две противокорабельные ракеты Sea Eagle в сочетании с глубинными бомбами и противолодочными торпедами AS-244. Радиус действия вертолёта — 400 км. Вертолёт оснащён тактической системой передачи данных, при помощи которой может обмениваться информацией с информационно-управляющей системой корабля.

### Информационные системы
Основой боевых систем корабля является боевая информационно-управляющая система Bharat Shikari (рус. охотник), расположенная в оперативном отсеке. Система разработана индийскими специалистами на основе итальянских БИУС серии IPN (AESN IPN-10). Отличительной особенностью системы является возможность интеграции весьма разнородного западного, российского и индийского оборудования и вооружения. Система обеспечивает одновременное сопровождение 12 целей и обстрел шести из них.

### Радиоэлектронное оборудование
В качестве радара дальнего обзора установлена двухкоординатная РЛС RALW-02, которая является выпускаемым по лицензии индийским клоном голландской станции Thales LW-02.

### Электронное противодействие
Корабль оснащён системой РЭБ Bharat Ajanta-II (индийский вариант итальянской системы РЭБ Ellectronica INS-3), а также станцией глушения Ellectronica TQN-2.
Российский постановщик пассивных помех ПК-2 включает две пусковые установки ЗИФ-121, расположенные по обе стороны от задней дымовой трубы на крыше вертолётного ангара, и систему управления стрельбой «Терция». Система использует боеприпасы с полуволновыми отражателями, инфракрасными и визуально-оптическими помехами. Система способна уводить от цели самонаводящиеся ракеты и сбивать с цели ракеты, находящиеся в режиме захвата. Боезапас каждой пусковой установки составляет 100 патронов.
Кроме того, корабль вооружён гидроакустическими торпедами-ловушками.

## Двигательная установка
Двигательная установка корабля построена по схеме CODOG и включает два агрегата M-36N. Двигатели экономического хода – два дизеля KVM-18 производства Bergen Mek. Verk/Garden Reach мощностью 4960 л.с. каждый. Полный ход обеспечивается двумя газотурбинными двигателями ДН-50 производства НПО «Машприбор»/ПО «Заря» максимальной мощностью 27 000 л.с. (долговременная мощность — 23 100 л.с.). Движители — два винта постоянного шага. Номинальная скорость корабля 28 узлов, однако на ходовых испытаниях D61 «Дели» достиг 32 узлов (13 узлов задним ходом) при мощности двигателя 64 000 л.с.

## Инциденты
16 мая 1996 года на борту головного корабля, находившегося в достройке на плаву, вспыхнул пожар. Ликвидация его обошлась в 21,6 млн. рупий, ещё 22,6 млн. рупий было затрачено на ремонт корабля. Подозрения в саботаже не подтвердились, против компании MDL были выдвинуты обвинения в несоблюдении пожарной безопасности.  10 октября 1996 года пожар вспыхнул на том же корабле повторно. На этот раз материального ущерба практически не было.

## Прочее
Стоимость постройки головного корабля в ценах 1986 года составила $583 млн

## Состав серии
| Номер | Название | Верфь                | Заложен    | Спущен     | В строю    | Значение названия | Примечания |
| ----- | -------- | -------------------- | ---------- | ---------- | ---------- | ----------------- | ---------- |
| D61   | Delhi    | Mazagon Dock Limited | 14.11.1987 | 01.02.1991 | 15.11.1997 | Дели              | [ 1 ]      |
| D60   | Mysore   | Mazagon Dock Limited | 02.02.1991 | 04.06.1993 | 02.06.1999 | Майсур            | [ 1 ]      |
| D62   | Mumbai   | Mazagon Dock Limited | 14.12.1992 | 20.03.1995 | 22.01.2001 | Мумбаи            | [ 1 ]      |

D62 «Мумбаи» первоначально носил название «Бомбей», однако в 2000 году был переименован в связи с переименованием одноимённого индийского города.

## Фото

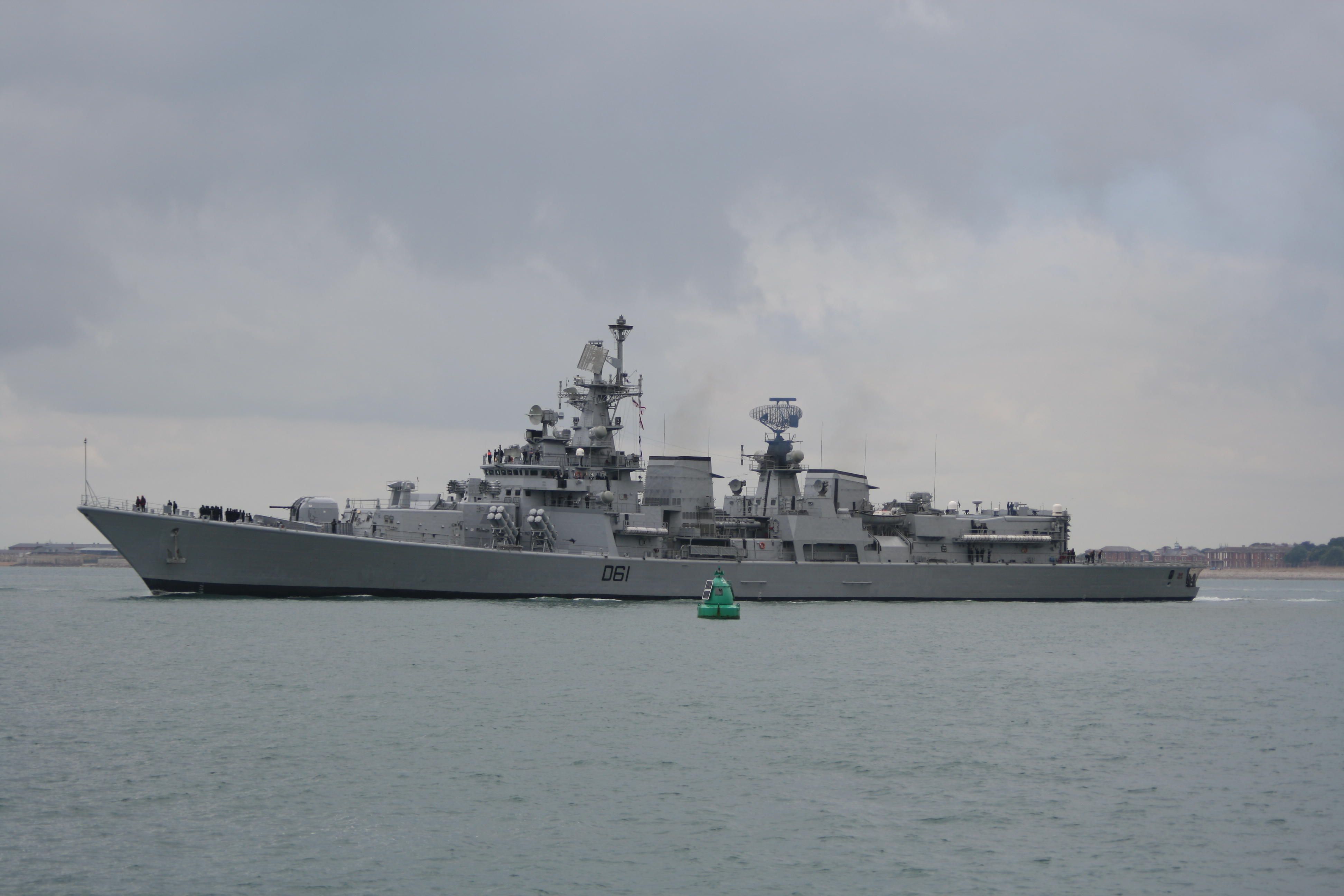
D61 «Дели»
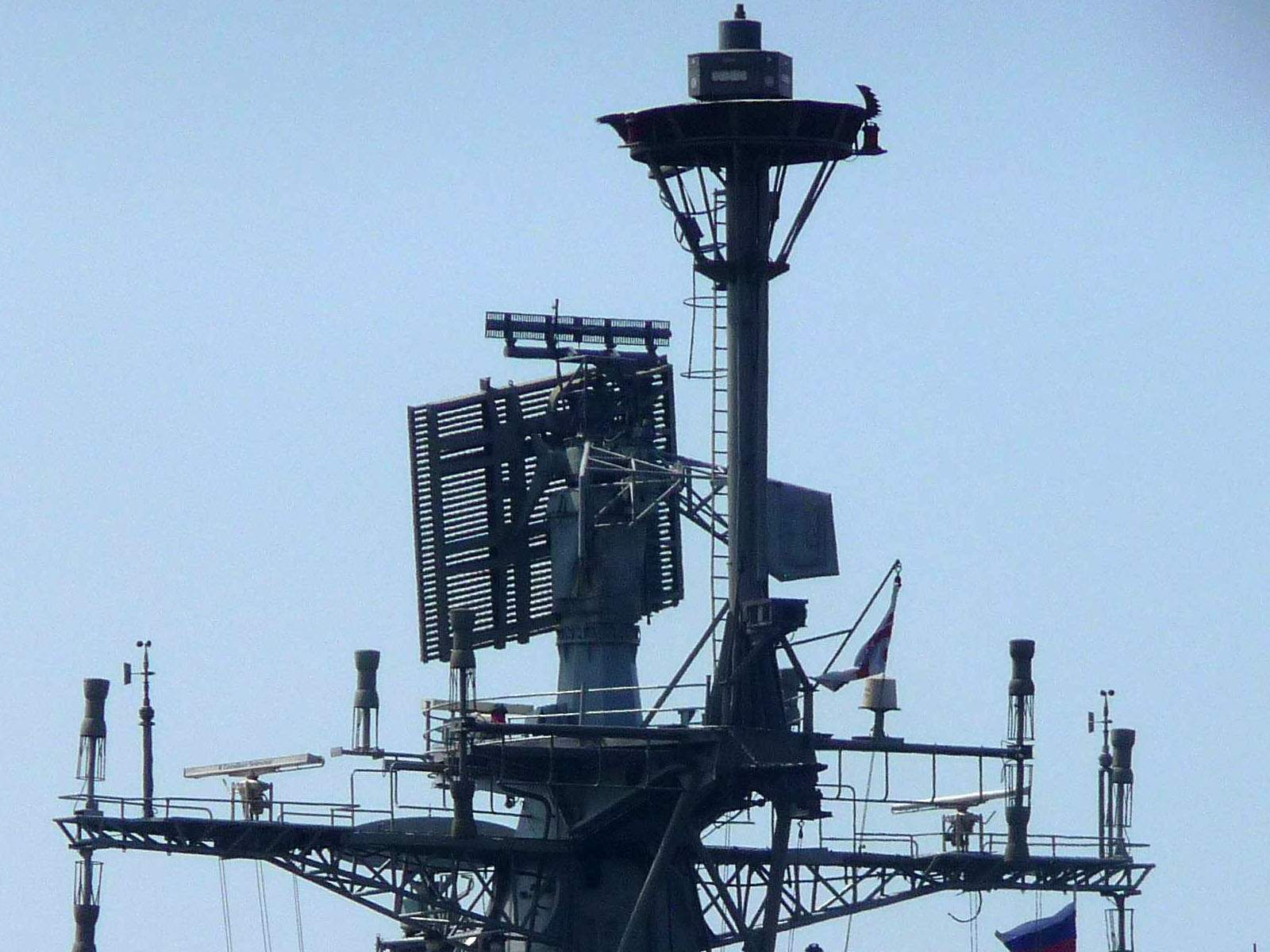
3D-РЛС «Фрегат-МАЭ»
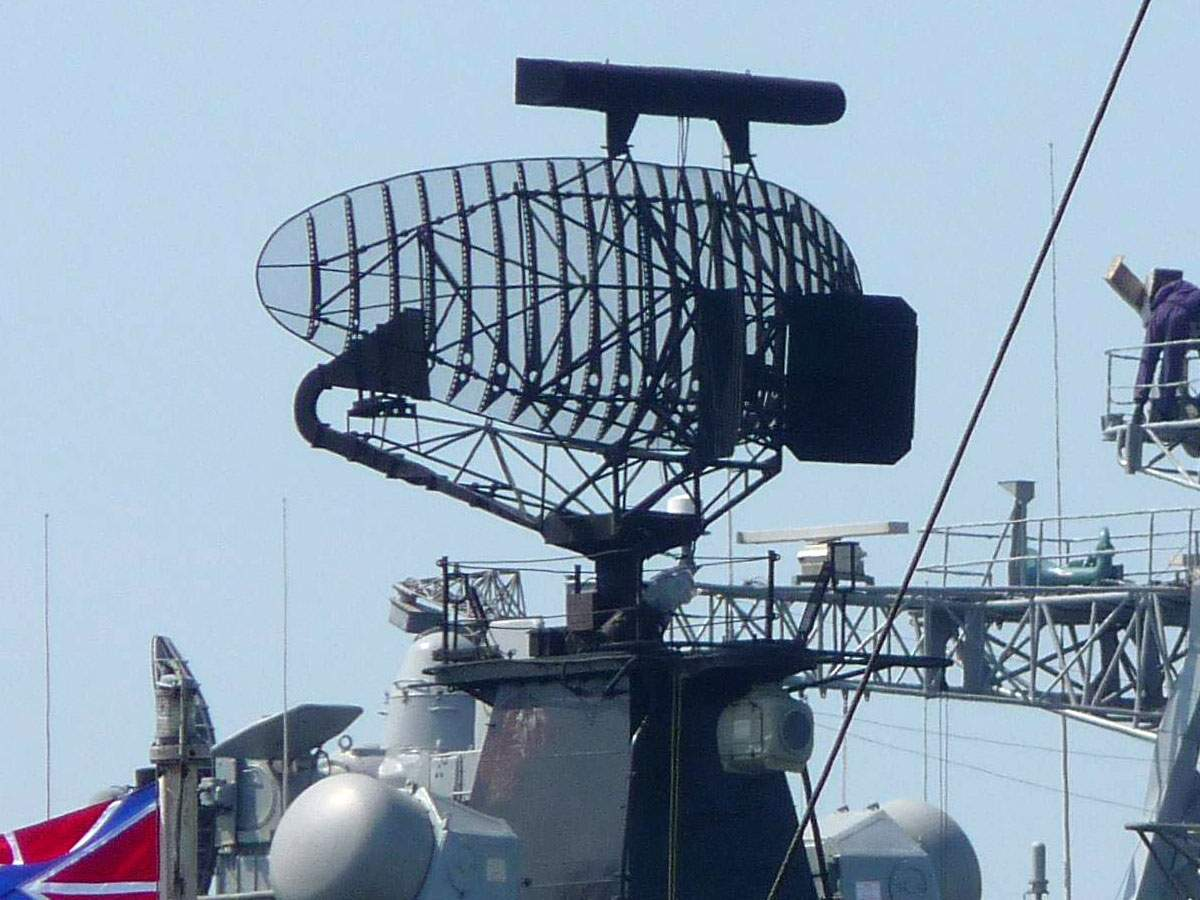
2D-РЛС RALW
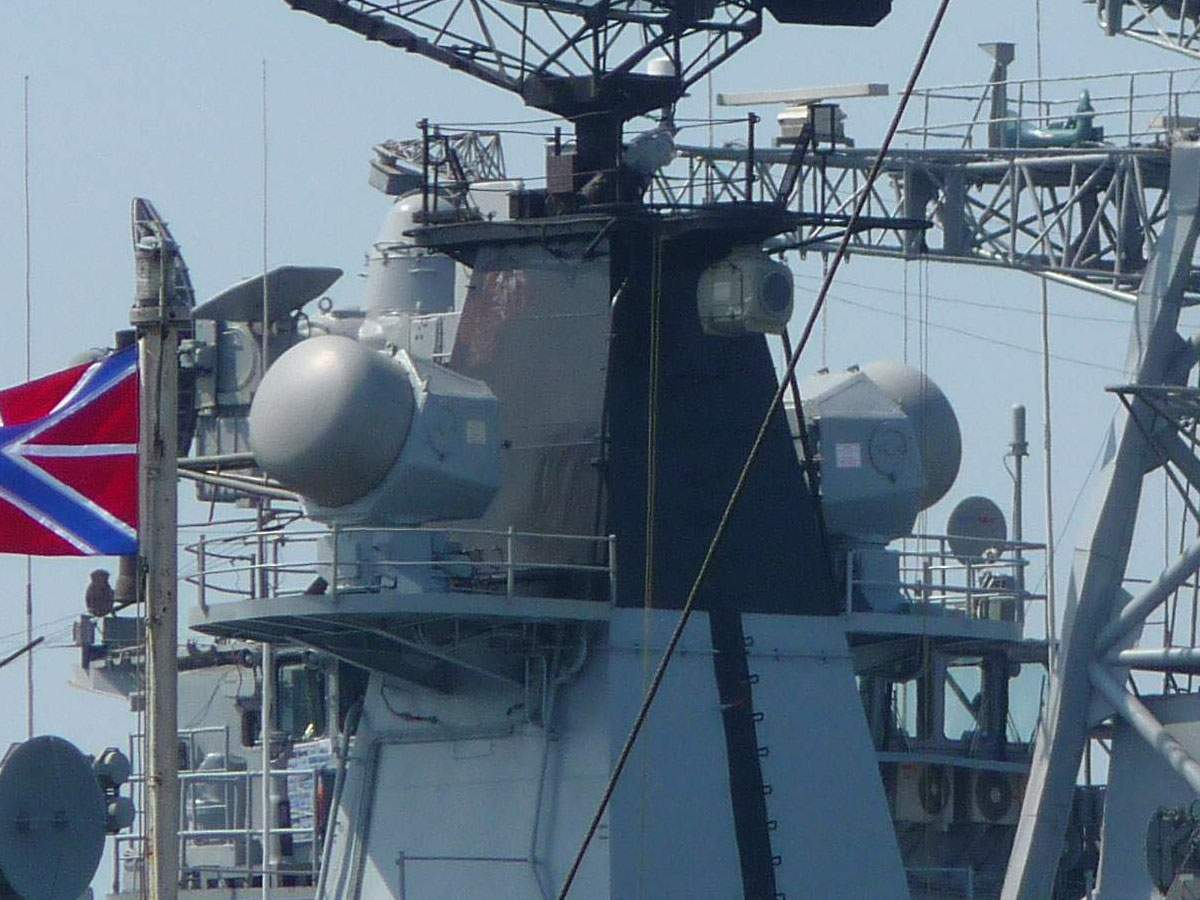
Две РЛС подсветки цели МР-90 «Орех»
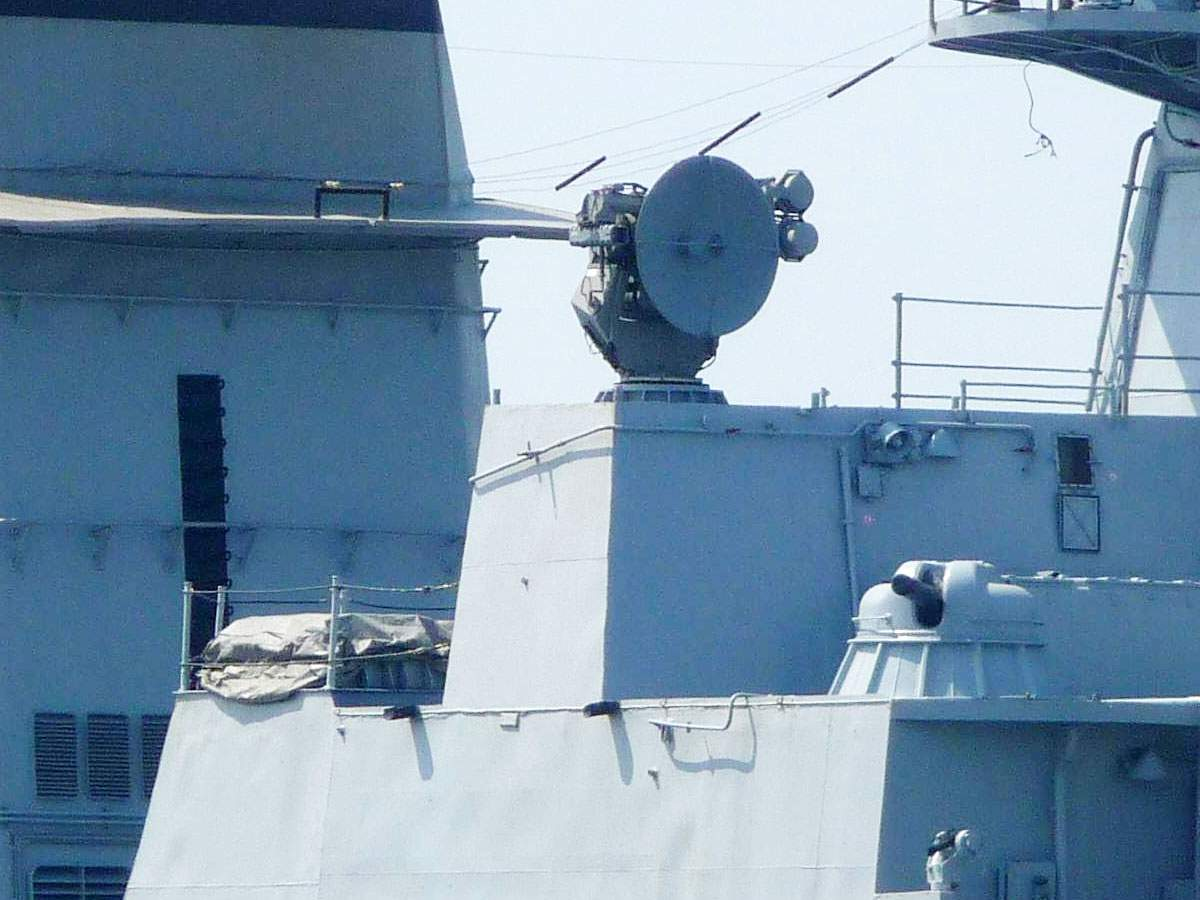
РЛС ELM-2221 и АУ АК-630 «Вымпел»
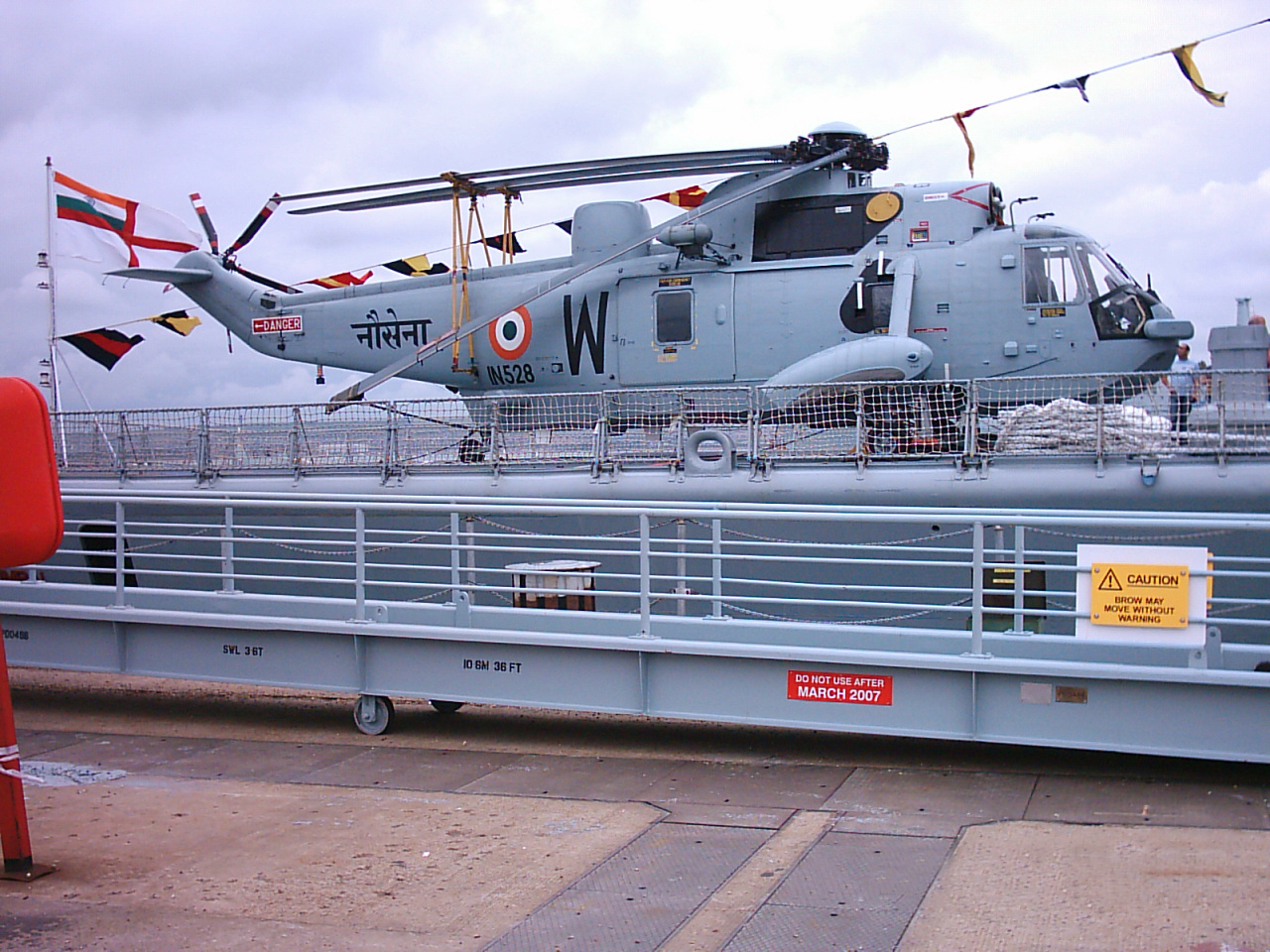
Вертолёт SeaKing